# 京極高吉
京極 高吉（きょうごく たかよし）は、戦国時代から安土桃山時代にかけての武将。高佳・高慶と表記される場合もある。官位は長門守、中務少輔。京極高清の次男、異説として京極材宗の子で高清の養子ともされる。妻は浅井久政の娘（京極マリア）。子に高次、高知、松の丸殿（武田元明妻、後に豊臣秀吉側室）、娘（氏家行広室）、マグダレナ（朽木宣綱室）。

## 生涯
京極氏は南北朝以降、代々近江に割拠した佐々木氏の流れを引き四職の家格を持つ名門であった。愛知川以北の近江六郡の地領頭職をつとめた氏信を直接の祖とし、氏信のひ孫の高氏（道誉）は、足利幕府立役者として活躍し、若狭・近江・出雲・上総・飛騨・摂津の守護を歴任した。
高吉は父の高清に寵愛され、兄の高延と家督を争ったが、浅見貞則や浅井亮政を始めとする国人達の支持を受けた高延に敗れ、追放された。後に高延も浅井亮政と対立し追放され、京極氏の衰退は決定的となった。
追放後の高吉は同じ佐々木氏の南近江の六角氏の支援のもと、高延・浅井亮政と争った。後に高延と対立した浅井氏に父と共に北近江に迎えられ北近江の領主に一時返り咲くものの、傀儡であったため結局近江を離れることになる。一時13代将軍足利義輝の近臣として仕えたが、永禄3年（1560年）に権力奪回を目指して再び近江に下り六角氏と結んで浅井賢政（後の長政）に対して挙兵するも失敗し、近江における残された支配権を全て失う。高吉は浅井久政の娘を正室に迎えたが、この女性がのちに男子二人をもうけた京極マリアである。
永禄8年（1565年）永禄の変において義輝が殺害されると、義輝の弟の足利義昭の擁立に尽力する。だが、義昭が織田信長と対立すると高吉自身は近江に隠居し、子の小法師（高次）を信長に人質として差し出した。小法師は元服後高次と名乗り、そのまま信長に仕えた。元亀3年（1572年）には、次男・京極高知が誕生している。
天正9年（1581年）、妻と共に安土城下の修道院で行われていたキリスト教の説教を40日にわたって聴き、ニェッキ・ソルディ・オルガンティノから洗礼を受けたが、その数日後に死去した。突然の死に人々は仏罰で没したと噂したといわれる。